# Сендень-Малий
Сендень-Малий (пол. Sendeń Mały) — село в Польщі, у гміні Лонцьк Плоцького повіту Мазовецького воєводства.
Населення — 155 осіб (2011).
У 1975-1998 роках село належало до Плоцького воєводства.

## Демографія
Демографічна структура станом на 31 березня 2011 року:
|          | Загалом | Допрацездатний вік | Працездатний вік | Постпрацездатний вік |
| -------- | ------- | ------------------ | ---------------- | -------------------- |
| Чоловіки | 70      | 11                 | 53               | 6                    |
| Жінки    | 85      | 25                 | 43               | 17                   |
| Разом    | 155     | 36                 | 96               | 23                   |